# Њасвишки рејон
Њасвишки рејон (блр. Нясвіжскі раён; рус. Несвижский район) је административна јединица другог ранга на југозападу Минске области Републике Белорусије.
Административни центар рејона је град Њасвиж.

## Географија
Њасвишки рејон обухвата територију површине 863 км² и најмањи је рејон Минске области. Граничи се са Клецким, Капиљским и Стовпцовским рејонима Минске области те са Кареличким рејоном Гродњенске области и Барановичким и Љахавичким рејонима Брестске области.
Најважнији водоток је река Уша.

## Историја
Подручје данашњег Њасвишког рејона налазило се у саставу Пољске од 1921. до 1939. године, након чега је ушла у састав тадашње Белоруске ССР.
Њасвишки рејон је основан 15. јануара 1940.

## Администрација
На територији рејона постоји један град који је уједно и административни центар рејона — Њасвиж, једна варошица Гарадзеја и 114 села. Цео рејон је административно подељен на 13 сеоских већа (сельсовет).

## Демографија
Према резултатима пописа из 2009. на подручју Њасвишког рејона стално је била насељена 41.618 становника или у просеку 48,24 ст./км². Од тог броја нешто мање од 15.000 живело је у граду Њасвижу.
Основу популације чине Белоруси (88,85%), Руси (5,28%), Пољаци (4%) и Украјинци (1,09%).

## Саобраћај
Гроз рејон пролазе железничке линије Брест-Москва и Барановичи-Минск.